# Yes! PreCure 5
 (décembre 2013).
Si vous disposez d'ouvrages ou d'articles de référence ou si vous connaissez des sites web de qualité traitant du thème abordé ici, merci de compléter l'article en donnant les références utiles à sa vérifiabilité et en les liant à la section « Notes et références ».
Yes! Pretty Cure 5 (Yes!プリキュア5, iesu! purikyua faibu) est une série télévisée d'animation japonaise de type magical girl produite par le studio Toei Animation et diffusée au Japon sur Animax, TV Asahi et Asahi Broadcasting Corporation. C'est la 4e série dans la franchise Pretty Cure créée par Izumi Todo. La série est regardée majoritairement par des élèves des écoles élémentaires et secondaires au Japon. Elle a été diffusée entre février 2007 et janvier 2008. Une suite directe, Yes! Pretty Cure 5 GoGo! (Yes!プリキュア5 GoGo!, iesu! purikyua faibu gogo!) a été diffusée entre février 2008 et janvier 2009. Deux films d'animation ont été produits, Yes Pretty Cure 5: Kagami no Kuni no Miracle Daibouken! et Yes Pretty Cure 5 GoGo: Okashi no Kuni no Happy Birthday.

## Synopsis

### Yes! Precure 5
Nozomi Yumehara, une simple collégienne, découvre dans la bibliothèque de son école un livre se nommant Dream Collet et un peu plus tard une créature magique (venant du Palmier Kingdom) dont le nom est Coco se faisait pourchasser par un énorme monstre. Nozomi décide d'aider Coco à détruire ce monstre et se transforme en Pretty Cure. Une fois le monstre vaincu, Nozomi décide également d'aider Coco à la reconstruction de son royaume, qui s'est fait détruire par une organisation appelée The Nightmare Company. Le seul moyen de reconstruire ce royaume serait de compléter le Dream Collet en trouvant les 55 Pinkies. Elle rencontre aussi d'autres élèves Rin Natsuki, Urara Kasugano, Komachi Akimoto et Karen Minazuki qui se transforment elles aussi par la suite en "Precure".
Coco leur explique que les monstres sont créés par des masques dits de "Kowaina" pouvant posséder des objets et les transformer en monstres. Par la suite, ils libèrent Nuts le meilleur ami de Coco emprisonné jusque-là dans le "Dream Collect", l'artefact permettant la reconstruction du "Palmier Kingdom" avec les 55 "Pinkies".Et rencontrent Milk la troisième et dernière survivante connue du "Palmier Kingdom" (les autres ayant été emprisonnés dans le désespoir par Kawarino, l'un des antagonistes principaux et un membre notable de "Nigthmare"). En même temps, ceci est un défi pour Nozomi qui veut se prouver à elle-même qu'elle a du cœur pour être une bonne Precure. Pour réussir à trouver les 55 Pinkies, il faudra avoir un cœur pur. Arriveront-elles en plus à combattre l'organisation Nightmare ?

« On ne quitte pas "Nightmare" ainsi Mr Bunbee. »

(Kawarino à Bunbee avant le départ de ce dernier de la "Nightmare Company")

« Que le pouvoir de la rose rouge et celui de la rose bleue soient avec vous »

(Flora souhaitant bonne chance aux "Precures" pour leur quête et introduisant le personnage de Milky Rose)

### Yes! Precure 5 GoGo!
Dans cette deuxième saison, les filles doivent empêcher les membres de l'organisation "Eternal" qui essaient de s'emparer du "Rose Pact", seul artefact permettant l'ouverture du jardin des roses de Flora que les "Precure" doivent protéger de "Boss", le puissant chef d'Eternal dont les motivations sont obscures. Dans cette saison, les ennemis créent des montres à partir de "Hoshiina", des boules jaunes avec des yeux. Cette fois arriveront-elles avec l'aide de Milky Rose à sauver les quatre Rois et Reines des Royaumes voisins du Palmier Kingdom?

« Ça y'est ça recommence! »

(Bunbee s'apercevant que "Eternal", sa nouvelle compagnie semble avoir le même destin que la "Nightmare Company")

### Bunbee
Durant les deux saisons, on suit aussi un personnage autre que les "Precures", Bunbee un "méchant" appartenant à la "Nightmare Company" qui en est expulsé par Kawarino. Par la suite, il rejoint "Eternal" où il s'aperçoit qu'il va de nouveau être confronté aux "Precures". Au dernier épisode, il se rend compte de la folie de "Boss" et décide d'aider les "Precures". À la fin, il ouvre une boutique avec ce qui semble être un clone ressuscité de Kawarino.

## Personnages

### Pretty Cure
- Nozomi Yumehara (夢原 のぞみ, Yumehara Nozomi?) : Étudiante de 2e année à l'école des Cinq Lumières Middle School. Nozomi semble être une héroïne de shojo typique et ne sait pas quoi faire de sa vie. Elle a l'habitude de dire "c'est décidé" (Kette). Son alter ego est le remède de l'espoir Cure Dream (Kya Doriimu). Nozomi est une héroïne plutôt gaie, et même si elle n'a pas de talents dans quoi que ce soit, elle a son propre sens de la justice et est, à travers tous ses ennuis, bien que ses coéquipiers sont très différents d'elle, Nozomi utilise sa gaieté et de sympathie pour les autres à devenir leur ami et leur chef. Ses paroles de transformation Purikyua Métamorphose, le grand pouvoir de l'espoir, Cure Dream (大いなる希望の力,キュアドリーム!, Ooinaru Kibou no Chikara, Kyua Doriimu?). C'est en prenant la décision de protéger coco malgré son impuissance qu'elle est devenu une pretty cure. Elle est amoureuse de Coco sous sa forme humaine. Sa couleur de thème est le rose. Elle veut devenir professeur.

« Nous sommes déterminées et nous irons au jardin des roses de Flora ensemble! Vous ne pourrez jamais nous en empêcher »

(Cure Dream lors de leur dernière confrontation avec Mucardia)
- Rin Natsuki (夏木 りん, Natsuki Rin?) : forte et dynamique, elle présente des caractéristiques traditionnellement attribuées aux garçons et joue assez sportivement pour avoir toutes les équipes lui réclamant de se joindre à eux, mais elle a toujours du temps pour sa famille et ses amis. Ses parents tiennent une boutique de fleurs où elle aide souvent. Elle joue souvent le rôle de grande sœur auprès de Nozomi et est parfois exaspérée par l'insouciance de cette dernière face au réalité de la vie. Son alter ego est le remède de la passion, Cure Rouge (キュアルージュ, Kyua Ruuju?). Bien que beaucoup de gens pensent d'elle comme garçon manqué, elle se livre à quelques occupations féminines. Pendant deux saisons, Rin montre une passion pour le design d'accessoires. Ses paroles de transformation : Purikyua Métamorphose !, La flamme rouge de la passion, Cure Rouge! (情熱の赤い炎,キュアルージュ!, Jounetsu honou akai hodou, Kyua Ruuju!?) c'est grâce à l'amitié intense qu'elle éprouve pour Nozomi qu'elle a pu devenir pretty bien que réticente au début ; et d'ailleurs c'est l'une des cures le plus téméraire. Étant l'antithèse de karen, elle se dispute souvent avec qu'elle . Sa couleur des thème est le rouge. Son élément semble être le feu. Elle veut devenir customisatrice de bracelets.
- Urara Kasugano (春日野 うらら, Kasugano Urara?) : L'élève de 1re année à l'École des Cinq Lumières Middle School, une jeune actrice et la plus jeune Pretty Cure du groupe dans Yes! Pretty Cure 5 et sa suite, Yes! Pretty Cure 5 GoGo!. Elle est à moitié japonaise du côté de sa mère et à moitié française du côté de son père. Avant de devenir une Pretty Cure, elle n'avait pas d'amis et ne pouvait pas être elle-même devant les autres. Sa forme de traitement est Cure Lemonade (キュアレモネード, Kyua Remoneedo?). Urara a un lien fort avec sa famille, comme ils ont toujours l'habitude d'avoir du plaisir dans leur maison et ne jamais se battre. En raison de son amour pour sa mère, elle a voulu suivre ses traces, même essayer de faire le même curry comme elle le fait. Ses paroles de transformation  Purikyua Métamorphose, le parfum effervescent du citron, Cure Lemonade! (はじけるレモンの香り,キュアレモネード!, Hajikeru remon no kaori, Kyua Remoneedo!?) c'est grâce au parole de Nozomi et à son amitié qui lui ont insuffler le courage nécessaire pour venir en aide à cette dernière et à Rin qu'elle est devenu la cure de l'effervescence; elle a certaines similarités avec Nozomi notamment la gaieté et un appétit incommensurable pour la bonne nourriture. Sa couleur de thème est le jaune. Elle veut devenir actrice ou chanteuse.Elle est amoureuse de Syrup (apparaît dans yes pretty cure go go.)
- Komachi Akimoto (秋元 こまち, Akimoto Komachi?) : Gentille et timide, elle aime lire des livres et écrire; son calme et sa modération permet de canaliser les tensions dans le groupe notamment entre Rin et Karen mais elle a rarement le dernier mot. Cependant, une fois qu'elle est en colère, elle libérera sa colère. Avec sa meilleure amie Karen elle est une personne âgée populaire. Son rêve est de devenir écrivain et elle a un énorme talent pour ça. Lorsque Nozomi lui parla de pretty cure, elle fut tout d'abord sceptique et intéressée par l'histoire, voulant en savoir un peu plus pour écrire un nouveau roman mais finalement elle se rend compte que c'était lorsqu'elles sont attaquées par Arachnea qui considère le rêve comme inutile, c'est en voyant Nozomi défendre son rêve de devenir écrivain qu'elle exprima aussi son désir de la soutenir, cette force émotionnelle lui a permis de devenir une cure. Ses paroles de transformation sont : Purikyua métamorphose, la tranquillité la terre verte, Cure Mint. Elle est amoureuse de Nuts. Son alter ego est la tranquillité. Sa couleur de thème est le vert. Elle veut devenir écrivain.
- Karen Minazuki (水無月 かれん, Minazuki Karen?) : Membre du conseil d’école. Elle vit seule avec son majordome dans une propriété. Ses parents sont musiciens et ne sont jamais là. Elle a été la plus difficile à intégrer dans le groupe, étant donné son scepticisme et sa logique, dès le début elle soupçonne Nozomi ainsi que Rin d'être à la base de certains phénomènes qui se déroulent au sein du lycée et s'étonne qu'elles se soient rapproché de Urara et lorsqu'en présence de Komachi, elle confronte ces dernières, Nozomi leur parle de pretty cure et les propose d'intégrer leur groupe, Karen rejette machinalement l'offre considérant que se sont des bêtises. Quand vient le moment d'intégrer la cinquième pretty cure, elle se montre un peu sceptique mais envoyant ses amies en danger, elle prend peur malgré la présence du papillon bleu mais en considérant le fait de sauver les autres cures comme une obligation similaire à son rôle de présidente, le papillon à la surprise total disparaît ; cependant après les événements Nozomi la rappel ses qualités et l'amour qu'elles ont pour leurs parents respectif bien que touché par ses paroles, elle n'a pas le temps de reconsidérer les choses qu'elles sont attaquées par bunbee, cette fois-ci bien décidé à protéger ses amies malgré son impuissance qu'elle est devenu une pretty cure . Ses paroles de transformation sont : Purikyua métamorphose, la source bleue de l'intelligence, Cure Aqua. Elle parait froide au début de l'anime. Son alter ego est l'intelligence. Elle se dispute quelquefois avec Rin (peut-être une allusion au "conflit" entre l'eau et le feu ou l'intelligence et la passion). Sa couleur de thème est le bleu. Son élément semble être l'eau. Elle veut devenir docteur. Elle possède aussi une île où elle passe ses vacances et fait du ski-nautique.
- Kurumi : Alter ego humaine de Milk apparaissant dans la deuxième saison détentrice du pouvoir de la rose bleue, elle se dispute souvent avec Nozomi. Sa couleur de thème est le violet. Elle sait quasiment tout des autres "Precures". Son alter ego "precure" est Milky Rose.

### "Nightmares"
La "Nightmare" Company est une société de méchants qui siégeait à la Tour de "Nightmare". Elle est commandée par Dame Desperaia ou Desperaia Sama. Son objectif est de plonger le monde dans le désespoir. Elle souhaite avoir le "Dream Collect" car ce dernier, quand il est chargé par les 55 pinkies, peut rendre tous les vœux d'une personne réalité. Desperaia veut vivre éternellement et gouverner un monde rempli de désespoir malencontreusement elle ne s'aperçoit pas que ce désir risque de mener l'univers à sa destruction pure et simple.
- Bunbee : Troisième membre de Nightmare à faire son apparition. Ponte de Nightmare, il est le chef d'Arachnea, de Gamao et de Girimna. Il est en désaccord avec la politique de Kawarino et dépose sa démission. Il finit balancé du haut du building de "Nightmare" par ce dernier. Il survit en s'accrochant à une poutre et réapparaît dans la deuxième saison comme membre d'"Eternal". C'est un homme grand et voûté assez imposant. Il est blond et est souvent habillé en costume-cravate. Il se transforme en abeille humanoïde lorsqu'il combat. Il a très peur de perdre ses emplois mais est aussi terrifié par Kawarino. C'est le "méchant" le plus récurrent de l'histoire.

« PRECURES! Que vous soyez deux, trois, quatre ou cinq, je vous battrai TOUTES! Kowaina en avant ! »

(Bunbee commettant sûrement l'une des pires erreurs de sa vie)
- Kawarino : Cinquième membre de Nightmare à faire son apparition. Assistant personnel de Desperaia sama ce qui lui donne par conséquent énormément de pouvoir dans l'enceinte de"Nightmare". Il utilise une politique de "sacrifice" en se débarrassant de la plupart des membres de "Nightmare" à commencer par Girimna. Cette tactique s'avère payante car il réussit à avoir les "Precures" à sa merci deux fois. Néanmoins il meurt dans le dernier épisode de la saison 1. Il réapparaît sous la forme du secrétaire de Bunbee dans le dernier épisode de la deuxième saison.C'est un homme maigre aux cheveux noirs bien coiffés. Il est très pâle. Ses yeux sont constamment fermés car il les ouvre brusquement seulement lorsqu'il est en colère. On peut donc dire que ses iris sont jaunes pâle mais quand il est extrêmement énervé (ce qui arrive rarement) ses iris deviennent rouges. Il peut utiliser la téléportation et sait manier le désespoir, il sait aussi tirer des rayons de "matière noire". Il combat sous la forme d'un caméléon humanoïde géant. Il apparaît d'ailleurs dans DX2 et DX3 très brièvement aux côtés de Bunbee.

« Si cela est le souhait de Desperaia Sama. Hadenya nous avons reçu quelque chose qui vous concerne! Comme c'est terrible »

(Kawarino tout sourire découvrant le masque noir envoyé par Desperaia pour Hadenya)
- Girimna : Premier membre de Nightmare à faire son apparition. Il est sous les ordres de Bunbee mais échoue tellement de fois à voler le "Dream Collect" aux "Precures" qu'il est enfermé par son chef. Libéré sous la condition de ramener le "Dream Collect", il combat encore les "Precures" avant de se faire transformer par un masque noir, donné par Kawarino, en monstre géant. Il est tué par les "Precures" lorsqu'elles utilisent la première fois l'attaque "Rainbow Five Explosion", ce qui laisse Kawarino soucieux. C'est un homme blond et maigre habillé avec un chapeau melon et un nœud papillon. Il a toujours une canne avec lui. Il porte des lunettes qui donnent l'impression que ses yeux sont des fentes. Il se transforme en coléoptère humanoïde lorsqu'il combat.
- Gamao : Deuxième membre de Nightmare à faire son apparition. Il est sous les ordres de Bunbee. Il a constamment faim. C'est un membre irrégulier de Nightmare. Il est lui victime du masque noir de Kawarino. Il est lui aussi tué par l'attaque "Rainbow Five Explosion". C'est un homme assez gros avec des cheveux noirs en bataille sous son bonnet de marin. Il se transforme en grenouille humanoïde pour combattre.
- Arachnea : Quatrième membre de Nightmare à faire son apparition. Elle est sous les ordres de Bunbee. Elle peut traverser les murs pour disparaître. Elle décide après de nombreux échecs d'utiliser le masque noir offert par Kawarino. Elle finit comme Girimna et Gamao. C'est une femme grande aux cheveux virant sur le violet pâle ou sur le rose pâle. Elle est toujours habillée en rouge. Elle se transforme comme son nom l'indique en araignée humanoïde.
- Hadenya : Sixième membre de Nightmare à faire son apparition. Elle est une"séniore" de "Nightmare". Elle dirige avec Kawarino et Bloody le nouveau département de Nightmare. Kawarino la force à mettre le masque noir pour se débarrasser d'elle. Elle finira comme ses congénères. C'est une grosse femme aux cheveux violets plaqués sur sa tête. Elle est habillée en costume rouge avec des boucles d'oreilles vertes. Elle se transforme en oiseau humanoïde pour combattre. Kawarino ne l'aime pas voire jusqu'à la haïr et Bunbee est terrifié à l'idée de s'opposer à elle.
- Bloody : Septième membre de Nightmare à faire son apparition et d'après Bunbee l'un des plus anciens membres de "Nightmare". Il dirige avec Hadenya et Kawarino le nouveau département de "Nightmare ". Bloody apprend à ce dernier que les "Precures" ont capturé tous les "Pinkies". Kawarino le fait disparaître en lui expliquant qu'il ne sert plus à rien. Bloody réapparaît néanmoins pour le tuer. Bloody est fermement opposé à la politique de Kawarino et doute de sa fidélité à "Nightmare ". C'est un homme grand et âgé. Il est habillé comme on peut se l'imaginer en vampire. Il se transforme en chauve-souris humanoïde pour combattre.
- Desperaia Sama : Dernière membre de "Nightmare "à faire son apparition dans la série. Elle est aussi la grande méchante de la première saison et la "tête" de Nightmare. C'est une grande femme habillée comme dans d'anciennes robes japonaises. Elle porte un masque et on ne voit son visage que lors du dernier épisode. Elle meurt après s'être repentie de la destruction du "Palmier Kingdom" et en se sacrifiant pour sauver le monde de la destruction qu'elle a engendrée. Elle voulait se servir du "Dream Collect" pour vivre éternellement mais le pouvoir de ce dernier étant trop puissant, elle a dû se sacrifier pour empêcher ce pouvoir de détruire le monde.

### "Eternal"
"Eternal" est une société de méchants qui siégeait au château d'Eternal. Commandée par Boss, son objectif est de conserver toutes choses à jamais. "Boss" souhaite avoir le "Rose Pact" pour emprisonner Flora et la conserver ("Boss" étant bel et bien fou) comme une œuvre d'art.
- Scorp : Premier membre d"Eternal" à apparaître. Il est entêté et assez réservé. Il devient tout de même ami avec Bunbee. Il quitte "Eternal" car il en a assez d'écrire des rapports et car il est rétrogradé par Anacondy. Il est tué par Milky Rose quand celle-ci utilise l'attaque "Metal Rose Blizzard". C'est un homme maigre aux cheveux rouges plaqués sur la tête. Il porte toujours une écharpe de même couleur. Il est habillé dans une combinaison de motard noire. Il se transforme en scorpion humanoïde pour combattre. C'est lui qui explique à Bunbee que "Eternal" est un endroit où il restera éternellement à faire des rapports jusqu'à périr. C'est sûrement l'un des facteurs qui ont poussé Bunbee à tenter sa chance seul.

« Vous allez voir Bunbee "Eternal" ne tient pas son nom pour rien […] vous allez tourner en rond pendant une éternité et écrire des rapports jusqu'à perdre la moindre envie de vivre et périr ! C'est pour cela que je m'en vais, bonne continuation Mr.Bunbee »

(Scorp expliquant à Bunbee le nom "Eternal" avant de quitter l'association)
- Bunbee : Après avoir quitté "Nightmare", Bunbee va à "Eternal" où il espère travailler plus sereinement mais il est de nouveau obligé de combattre les "Precures". Il comprend par la suite que "Boss" est fou et cherche à fuir "Eternal ". Il aidera ensuite les "Precures " dans le dernier épisode de la deuxième saison. Dans cette saison, il porte un sweet blanc avec son ancienne chemise rouge et une cravate verte. Il porte un pantalon noir. Il s'aperçoit rapidement qu'Anacondy le trouve pathétique car cette dernière ne fait même pas attention à ses rapports qu'elle jette avant de lire. On peut noter trois apparitions dans les films : dans le deuxième film où il attaque les "Precures" et brièvement avec Kawarino dans DX2 et DX3.
- Anacondy : Sorte d'alter ego féminin de Kawarino, Anacondy est la secrétaire de "Boss" et l'une des pontes d'"Eternal". Elle est tuée par "Boss" dans l'avant-dernier épisode. C'est une femme aux cheveux violets en forme de tubes qui s'avèrent être des serpents. Elle porte des lunettes. Elle se transforme en Gorgone pour combattre. Elle éprouve un certain mépris envers quasiment tous les autres employés sauf Mucardia pour qui elle semble avoir un faible. Elle a aussi un faible pour "Boss" et déteste Flora.
- Nebatakos : Membre d'"Eternal" ressemblant à Gamao (embonpoint assez important et faim quasi omniprésente). Il est un des pontes d'"Eternal" et notamment le patron de Bunbee. Il arrive après la mort de Scorp. Il est détruit par les"Precures" quand elles utilisèrent l'attaque de "Rainbow Rose Explosion" pour la première fois devant les yeux d'Anacondy après les avoir accidentellement amené au QG d'"Eternal". C'est un homme gros et chauve avec des cheveux blonds sur les deux côtés de la tête. Il est habillé en smoking jaune avec une chemise rouge. Il se transforme en calamar humanoïde pour combattre. Il déteste écrire des rapports.
- Shiribiretta : Membre d'"Eternal". Elle est tuée par les "Precures". Elle utilisait une méthode assez intéressante pour les combattre : elle les enfermait dans une histoire (La Petite Sirène, Les Mille et Une Nuits, une histoire de fantôme japonaise...) qu'elle pouvait modeler à son aise malheureusement pour elle cela ne fonctionna pas. C'est une petite femme assez âgée et se tenant sur une canne. Elle a un champignon géant sur la tête. Elle adore taquiner Anacondy.
- Ishogin et Yadokan : deux membres d'"Eternal" travaillant en duo, ils sont tous les deux assez lents mais très efficaces au combat. Ils surprennent de nombreuses fois les "Precures" et réussissent même une fois à leur ravir le "Rose Pact" (hélas pour eux, elles le reprennent). Ishogin est un petit homme à l'embonpoint assez important et aux cheveux violets quant à Yadokan, c'est un grand homme bronzé aux cheveux gris. Ils portent tous deux des tuniques grises attachées avec des ceintures rouges. Tandis qu'Ishogin se transforme en crabe géant, Yadokan monte sur son dos et se transforme en anémone de mer humanoïde. Ils sont tués par Cure Dream et Milky Rose en harmonie (sorte de transe chez les "Precures" où deux d'entre elles agissent quasiment en symbiose).
- Mucardia : membre d'"Eternal" se faisant passer pour un ami des "Precures", il est démasqué et dénoncé par Bunbee qui fuit "Eternal" à ce moment-là. Il parvient néanmoins à s'enfuir. Il réapparaît pour tenter de voler le "Rose Pact" et pour kidnapper les 4 Rois et Reines, Coco et Nuts. Il est détruit dans l'un des derniers épisodes. C'est un grand homme pâle aux cheveux longs et blonds clairs qui lui descendent jusqu'à la taille. Il maîtrise l'art de l'illusion c'est d'ailleurs en prétextant être magicien qu'il approche les "Precures". Il se transforme en criquet humanoïde pour combattre. Anacondy a un faible pour lui, ce que découvre Bunbee alors qu'il lui sert du thé.
- Boss : La "tête" d'"Eternal", il est amoureux de Flora mais veut détruire le jardin des roses pour se venger d'elle. On sait peu de choses sur lui. C'est un homme secret et qui n'éprouve aucun remords. Il apparait sous la forme d'une homme en armure en forme d'oiseau. Il se transforme justement en oiseau pour combattre. Il veut conserver toutes les choses existantes dans son château. Il est détruit par les "Precures" juste après avoir détruit le jardin des roses.

### Personnages secondaires
- Coco : Prince du "palmier kingdom" et professeur au collège des Cinq Lumières.
- Nuts : Prince du "palmier kingdom" et gérant de la boutique Nuts's house.
- Milk : résidente du "palmier kingdom" et secrétaire de Coco et Nuts et future Milky Rose.
- Mika Masuko : Rédactrice en chef du journal des Cinq Lumières. Elle a notamment découvert le secret des "Precures".
- Syrup (2e saison uniquement) : Coursier des habitants du "palmier kingdom". Il transporte aussi des voyageurs. Il a été élevé par Flora. Il est le protecteur du "Rose Pact".
- Mailpo (2e saison) : compagnon de Syrup.
- Flora (2e saison) : Gardienne du jardin des Roses.
- Roi Donuts : Souverain du Doughnut Kingdom à l'est du Palmier Kingdom.
- Reine Bavarois : Souveraine du Bavarois Kingdom au sud du Palmier Kingdom.
- Princesse Crepe : Souveraine du Crepe Kingdom à l'ouest du Palmier Kingdom.
- Roi Mont-blanc : Souverain du Mont-blanc Kingdom au nord du Palmier Kingdom.
- Mlle Otaka : Cantinière et directrice du collège des Cinq Lumières.
- Tsutomu Yumehara : Père de Nozomi.
- Megumi Yumehara : Mère de Nozomi.
- Katsugo Natsuki : Mère de Rin.
- Yu Natsuki : Frère de Rin et de Ai.
- Ai Natsuki : Sœur de Rin et de Yu.
- Michel Kasugano : Père de Urara.
- Maria Kasugano : Mère de Urara.
- Heizou Kasugano : Grand-père de Urara.
- Washio Kouta : Manager de Urara.
- Madora Akimoto : Grande sœur de Komachi.
- Taro Minazuki : Père de Karen.
- Minako Minazuki : Mère de Karen.
- Jii-ya Sakamoto : Majordome de Karen.
- Kanato Myamoto : Elève du collège des Cinq Lumières.
- Mayu Kudou : Elève du collége des Cinq Lumières.
- Chocola : Personnage apparaissant dans les films, fille de la reine Baba du royaume gâteau. Elle demande l'aide des "Precures" lorsque sa mère est possédée (ainsi que deux de ses conseillers et par la suite Coco) par un mage mécontenté par le royaume Gâteau.C'est une amie de Coco. Apparaît brièvement dans DX2 et DX3 aux côtés de Dry et Bitter.
- Hidarin : Personnage apparaissant dans les films, c'est le frère de Midirin. C'est un habitant du Pays Miroir. Il sollicite les "Precures" avec son frère pour qu'elle les sauvent de Shadow. Fait une apparition furtive dans DX2 et DX3.
- Midirin : personnage apparaissant dans les films, c'est le frère d'Hidarin. Habitant du pays miroir. Il demande aux « Precures » avec son frère qu'elles les aident à se débarrasser de Shadow. Fait une apparition brève dans DX2 et DX3.
- Shadow : personnage apparaissant uniquement dans le premier film et DX3. Ennemie des « Precures », elle a envahi le pays Miroir et l'a dévasté. Elle est détruite par les « Precures ». Elle réapparait dans DX3 où elle empêche les mascottes de s'éloigner.Elle ensuite redétruite par « Milky Rose ».
- Mushiban : personnage apparaissant dans le deuxième film et dans DX3. Ennemi des « Precures », il tente de les abattre en possédant des personnes puissantes.Détruit, par Cure Dream il réapparaît dans DX3 où il se charge avec un personnage de Pretty Cure Splash Star du groupe « rose ». Il est détruit par les attaques conjointes des cinq Precures.
- Dry : conseiller de la reine Baba, possédé par Mushiban, il contrôle le pouvoir de la glace. Revenu à la raison, il est serveur, il apparaît dans le deuxième film. On peut aussi noter des apparitions furtives dans DX2 et DX3.
- Bitter : conseiller de la reine Baba, possédé par Mushiban, il contrôle le pouvoir du biscuit (transforme les choses en biscuit). Revenu à la raison, il est serveur comme son congénère Dry. Comme ce dernier, il apparaît dans le deuxième film et brièvement dans DX2 et DX3.

### Monstres
- Kowaina : Monstre crée à partir du masque du même nom. Il y a plusieurs types de masque :

-masque classique : crée un monstre classique à la vitesse et à la puissance basique.
-masque évolué : crée un monstre plus grand et plus puissant et plus rapide.
-masque du désespoir : permet d'enfermer une personne dans le désespoir (peut-être brisé par une aide extérieure).
-masque noir : transforme un membre de "Nightmare" en monstre gigantesque et sauvage. Impossible à battre sans tuer le porteur. La seule attaque connue pour détruire ce masque est l'attaque "Five Explosion"

« -Allons Hadenya vous n'allez pas avoir peur d'un simple masque si?
-Je peux les battre sans le masque Kawarino !
-Allons allons ! Je vous souhaite bien du plaisir maintenant mesdemoiselles »

(Kawarino mettant le masque noir sur Hadenya)
Les Kowainas sont utilisés exclusivement par "Nightmare Company"
N.B. : Les masques utilisés par Bloody font apparaître des sortes de spectres car il les jette par terre au lieu de les jeter sur un objet.
- Hoshiina : Monstre créé à partir d'une balle aux yeux multiples du même nom.

Les Hoshiinas sont exclusivement utilisés par "Eternal"
N.B. : Apparemment c'est "Boss" qui crée lui-même les "Hoshiinas" (dernier épisode de la saison deux)
Il est très dangereux de laisser ces objets à terre ou de les laisser traîner partout.

« -Eh ! C'est super dangereux. Vous pourriez faire attention à où vous mettez ça !
-Oh désolé je n'avais pas pensé à vous l'envoyer en pleine figure ! »

(Une conversation tendue entre Bunbee et Nebatakos au sujet d'un Hoshiina laissé par terre par ce dernier)
Ces deux objets vont posséder des objets "banals" pour créer des monstres quasi-indestructibles.

## Films

### Kagami no kuni no Miracle Daibõken
Les filles s'ennuient ! Coco leur propose alors d'aller au Parc des princesses, un parc où l'on peut se déguiser avec des costumes du XVIIe ou du XVIIIe siècle. Arrivés sur place, l'amusement est au rendez-vous jusqu'au Labyrinthe de vitres... à partir de ce moment Coco et Nuts commencent à avoir un comportement étrange. Au moment où Nozomi leur demande ce qu'il ne va pas, les deux se retournent et ordonnent aux filles de leur donner le « Dream Collect ». Devant leur refus ils sortent deux masques de Kowainas qu'ils placent sur leurs têtes, se transformant ainsi en monstres. Défait, le monstre s'écroule et laisse sur place deux espèces d'ourson appelés Hidarin et Midirin. Ces deux derniers finissent par expliquer aux « Precures » que Shadow, une personne aux pouvoirs extrêmement puissants a conquis leur monde natal, le pays miroir, et cherche à obtenir le « Dream Collect » pour s'octroyer un pouvoir plus grand encore. Les deux oursons emmènent donc les filles jusqu'au monde miroir où elles tombent sur Shadow. Celle-ci ayant prévu que les « Precures » viendraient au pays miroir où elle a emprisonné Coco et Nuts, a apporté avec elle les cinq cristaux sacrés du pays miroir. Elle leur explique qu'elle a réussi à prendre une image de chacune d'elles et qu'elle les a mises dans les cristaux. Claquant des doigts, elle fait exploser les cristaux. À la place se tiennent maintenant une copie de chaque « Precure » mais maléfique. Elle envoie les cinq « Precures » dans des sortes de mondes parallèles où elles affrontent leur doubles, les « Dark Precures 5 ». S'emparant du « Dream Collect » et laissant Milk, Hidarin et Midirin en plan, elle rentre dans sa citadelle. Elle fait alors venir tous les Pinkies petit à petit vers elle (les Pinkies étant nécessaires pour faire fonctionner le « Dream Collect »). Pendant ce temps les « Precures » réussissent à battre les « Dark Precures 5 », Nozomi ayant même réussie à faire passer « Dark Dream » dans leur camp. Arrivant à la citadelle elle arrivent devant Shadow qui est toujours en train de collecter les Pinkies. Voyant les « Precures » arriver, elle se déconcentre et les Pinkies s'échappent. Brûlante de rage, elle essaye de tuer Cure Dream mais son coup est arrêté par « Dark Dream » la tuant sur le coup. Les « Precures » utilisent l'attaque « Five Explosion » et détruisent Shadow. Quittant le Pays miroir qui a retrouvé sa forme originelle, Nozomi se retournent et voit que les cinq cristaux sacrés, bien que fracturés, sont réapparus. Ce n'est pourtant pas la fin pour Shadow. Elle réapparaît dans le film « Precure All Stars DX3 » où on apprend qu'elle a rejoint la cause de "Black Ore".

### GOGO! Okashi no kuni Happy Birthday!
C'est l'anniversaire de Nozomi ! Malheureusement, lors d'une attaque surprise, Bunbee s'empare du gâteau ! À ce moment apparaît Chocola la princesse du royaume dessert qui propose aux "Precures" à Milky Rose, Coco, Nuts et Syrup d'aller au royaume Dessert pour se régaler ! Mais les "Precures " s'aperçoivent vite qu'elles ont été manipulées avec Chocola par la reine Baba, la mère de cette dernière et deux de ses conseillers Dry et Bitter, tous sous le contrôle d'un sorcier du nom de Mushiban qui leur a fait un "lavage de cerveau". Dry envoie Aqua et Rouge dans l'arène Sorbet et Bitter envoie Lemonade et Mint dans l'arène Biscuit. Pendant ce temps, Dream engage le combat contre un ennemi masqué qui semble être lui aussi sous le contrôle de Mushiban alors que Milky Rose se bat contre Mushiban dans la salle du trône. Nozomi s'aperçoit rapidement que l'individu qu'elle combat est Coco. Il apparaît que lui Nuts et Syrup ont disparu, enlevés par Dry et Bitter et enfermés dans la salle du trône. Nozomi parvient finalement à briser le sortilége et Coco revient à la raison. Pendant ce temps, Aqua et Rouge se sont débarrassées de Dry et Lemonade et Mint ont fait la même chose avec Bitter. Mushiban utilise alors son pouvoir pour tenter de détruire le royaume Dessert. Il est arrêté par Nozomi dont les pouvoirs "boostés" par les "Miracles Light" sont extrêmement puissants. Trop puissant. Mushiban meurt transpercé de toutes parts par le pouvoir des "Precures". Il a le temps d'admettre qu'il s'était trompé et qu'il se repentissait avant de disparaître. Après cette victoire, la reine Baba revenue à la conscience, décide de fêter l'anniversaire de Nozomi (on remarque que Dry et Bitter, eux aussi revenus à la conscience, sont serveurs durant le banquet d'anniversaire). Le film se finit là même si Mushiban revient pour attaquer les "Precures All Stars" dans Precures All Stars DX3. On apprend dans ce film qu'il travaille pour Black Ore.

## Lieux
Il existe de nombreux lieux dans l'univers de Yes! Precure 5 on peut les classer dans plusieurs catégories :

### Les Lieux "humains"
Ce sont les lieux où les "Precures" passent leur vies "réels" :
- Le collège des Cinq Lumières : Le collége où les cinq filles passent leur année scolaire et où Coco enseigne.
- L'appartement de Nozomi.
- La boutique de fleuriste de la mère de Rin.
- La boutique de pâtisserie des parents de Komachi.
- La maison de Komachi.
- Le manoir de Karen.
- L'île de la famille Minazuki : Île où Karen passe ses vacances. Elle invite d'ailleurs les autres "Precures".
- La boutique de Nuts : Sorte de QG pour les Precures durant la première saison.
- La maison de Nuts : QG des Precures durant la deuxième saison et lieu d'habitation de Coco, Nuts et Kurumi.
- Théâtre du Collège : Théâtre du collège des Cinq Lumières, lieu où Urara devient Cure Lemonade pour la première fois.
- Égouts sous le Collège : Égout du Collège des Cinq Lumières, lieu où Komachi devient Cure Mint pour la première fois.
- Bibliothèque du Collège : Bibliothèque privée du Collège des Cinq Lumières, lieu où Nozomi reçoit ses pouvoirs de "Precure" et lieu où était caché le "Dream Collect".
- Parc du Collège : Parc du Collège des Cinq Lumières. Endroit où les "Precures" ont été attaquées le plus grand nombre de fois par Bunbee. Lieu où Rin et Karen sont devenues Cure Rouge et Cure Aqua. Premier endroit où intervient Milky Rose.
- Bureau de la directrice : Bureau de la directrice du Collège des Cinq Lumières où Hadenya procède notamment à la séquestration de la directrice et du vice-directeur avant d'être interrompue par les "Precures".

### Les six royaumes
- Le Palmier Kingdom : Le royaume de Coco et de Nuts au centre de la carte.
- Le Doughnut Kingdom : Le royaume du roi Donuts à l'est de la carte.
- Le Bavarois Kingdom : Le royaume de la reine Bavarois au sud de la carte.
- Le Crepe Kingdom : Le royaume de la princesse Crepe à l'ouest de la carte.
- Le Mont-Blanc Kingdom : Le royaume du roi Mont-Blanc au nord de la carte.
- Le Jardin des Roses de Flora : Le royaume de Flora représentant l'équilibre du monde.

### "Nightmare Company"
- La Tour Nightmare : Le QG central de "Nightmare".
- Département de Bunbee : Salle rectangulaire dans la Tour Nightmare, département sous le patronat de Bunbee.
- Département de Kawarino : Salle ronde de la Tour Nightmare, département sous le contrôle du triumvirat Kawarino-Bloody-Hadenya.
- Arène de combat : Arène ressemblant au Colisée où certains membres de "Nightmare" se sont battus contre les "Precures" notamment Kawarino et Girinimma.
- Bureau de Desperaia Sama : Bureau circulaire où au centre trône le siège de Desperaia.

### "Eternal"
- Château d'"Eternal" : QG d'"Eternal", château rappelant vaguement le Louvre ou le British Museum.
- Bureau d'Anacondy : Salle rectangulaire servant de bureau à Anacondy.
- Bureau de ponte : Bureau ayant servi successivement à Scorp, à Nebatakos, à Ishogin et Yadokan et à Mucardia.
- Bureau de Shiribiretta : Salle carrée aux murs recouverts d'étagères pleines de livres servant de bureau à Shiribiretta.
- Bureau de Bunbee : Petite salle servant de bureau à Bunbee.
- Bureau de "Boss" : salle très spacieuse servant de bureau à "Boss".
- Couloir d'exposition : couloir où sont exposées certaines des trouvailles d'"Eternal".
- Réserve : endroit où "Boss" stocke la plupart des objets que "Eternal" a trouvé. Il y enferme notamment les cinq "Precures" pétrifiées mais elles seront sauvées par Syrup, Mailpo, Milky Rose et Bunbee.

### Lieux "à part"
- Le pays miroir : Lieu apparaissant uniquement dans le premier film. Le pays miroir est un lieu auquel on peut accéder en traversant un miroir à 2h pile. C'est là où sont créés les "Dark Precure 5", des sortes de clones maléfiques des "Precures 5".
- Le royaume Dessert : Lieu apparaissant uniquement dans le deuxième film. Le royaume gâteau est comme on peut se le douter un lieu totalement crée à partir de sucreries.
- Le parc d'attractions des fées : Lieu apparaissant uniquement dans les films Precure All stars DX2 et DX3. Sorte de parc d'attractions où les "Precures All Stars" (toutes les saisons de "Precure" rassemblées) sont attaquées par les méchants des différentes saisons (Max Heart, Splash Star, Yes!5GOGO, Fresh, Heartcatch, Suite...) et par Bottom.

## Informations sur la VF
Afin de lancer de la franchise Pretty Cure en France, une première tentative a été effectuée par la Toei Animation en 2011. A cette occasion, Yes! Pretty Cure 5 avait été entièrement doublée en français mais le doublage de la série n'a jamais été diffusé publiquement. Les seules informations que l'on peut retrouver sur cette version française sont le nom de deux comédiennes, Leslie Lipkins qui double Nozomi (rebaptisée Naomi en VF)/Cure Dream et Blanche Ravalec qui double un personnage secondaire nommé Arachnea.
D'après Leslie Lipkins, le doublage français a été dirigé par Antoine Nouel[réf. nécessaire].